# Filmový štáb

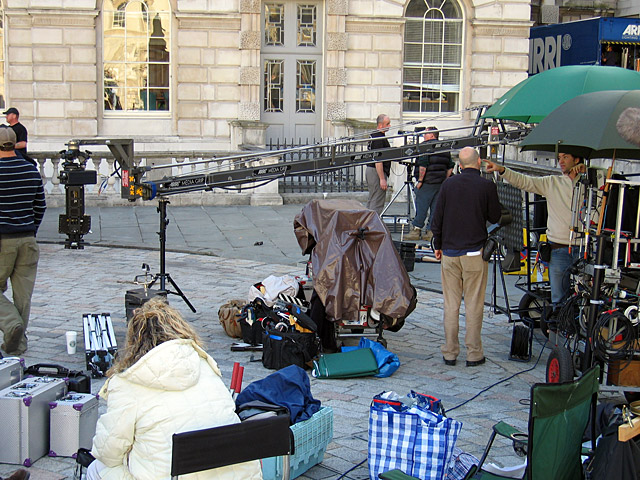
Filmový štáb a vybavení na place.

Filmový štáb (též výrobní štáb) je štáb (ve smyslu „organizační útvar“) založený za účelem výroby filmu. Dělí se na hlavní (organizační) štáb, který tvoří zástupci hlavních složek filmu, a ti dále mají své vlastní podštáby, ve kterém jsou jejich asistenti a pomocní pracovníci. Herci se do štábu zpravidla nepočítají.

## Hierarchie filmového štábu
Nejvýše situovanou funkcí v hierarchii filmového štábu je producent, který ale není jeho součástí a spíše stojí nad ním – úkolem producenta je dodat na výrobu filmu finanční prostředky, ale sám se obvykle tvorby přímo neúčastní. Jeho výkonným zástupcem je produkční (vedoucí výroby). 
Z uměleckého pohledu je nejvyšší autoritou režisér, který rozhoduje o vlastním procesu výroby, použitých postupech, obsazení apod., a řídí práci dalších tvůrčích složek štábu. Jeho záměry však podléhají schválení z produkce, která poskytuje prostředky pro jejich realizaci. Z právního hlediska je „vlastníkem“ filmu jeho producent, nikoliv režisér.[zdroj?]

### Hlavní tvůrčí a organizační pracovníci výrobního štábu
- režisér
- vedoucí výroby (produkční)
- hlavní kameraman
- architekt
- mistr zvuku
- střihač (editor filmu)[1]
- umělecký maskér

### Ostatní pracovníci, zařazení do dílčích štábů
- dílčí štáb režiséra v čele s režisérem
  - pomocný režisér
    - asistent režie

  - skriptka
  - fotograf
  - kostýmní výtvarník
  - vedoucí kostymér
  - kostymér
  - bestboy
    - runneři

  - hudební skladatel
  - II. režisér
  - umělecký poradce
  - odborný poradce
- dílčí štáb produkce v čele s vedoucím výroby
  - zástupce produkčního
  - asistent produkce
    - runneři

  - ekonom
  - pokladník
  - klapka – sekretářka produkce
- dílčí štáb kameramana v čele s kameramanem
  - asistent kameramana
    - švenker
    - ostřič
    - grip

  - asistent kamery
  - hlavní osvětlovač
    - osvětlovači

  - služby u kamery (operátor jeřábu, steadycamu, jízdy apod.)
- dílčí štáb architekta v čele s architektem
  - asistent architekta
  - malíř pozadí
  - vedoucí výpravy
  - rekvizitáři
    - pomocný rekvizitář

  - mistr stavby
  - stavěči
  - stavební služba
- mistr zvuku (hlavní zvukař)
  - asistent zvukaře
  - asistent zvuku
  - střih zvuků
  - "ruchař" (postprodukce zvuku)
- střihač
  - asistent střihu
- umělecký maskér
  - maskér
  - asistent maskéra

Profese zde uvedené šedou barvou jsou podle potřeby přítomny u výpravně a rozpočtově náročnějších děl, naopak u kratších nebo méně náročných filmů může být více některých profesí zastoupeno v jedné osobě.[zdroj?] U nízkorozpočtových, amatérských, studentských či autorských filmů může být celý štáb omezen na několik málo lidí, v krajním případě může všechny funkce zastat jediná osoba.

## Výrobní jednotky
Výrobní jednotky (angl. production units nebo jenom units) jsou dílčí štáby, sestavené za účelem natočení vedlejších nebo podružných záběrů do téhož filmu, často souběžně s natáčením hlavního výrobního štábu. Zpravidla jsou menší co do počtu členů i co do rozvětvení výše uváděné hierarchie (do té míry, do které je těchto profesí potřeba), což má za následek, že celkové náklady na natáčení této jednotky jsou menší (často zlomkové) než ty u hlavního štábu.[zdroj?]
Pointou existence vedlejších výrobních jednotek je ušetření nákladů a času (tj. stihnutí všech termínů) během realizační fáze – pokud některé záběry nevyžadují větší hereckou akci (která by byla klíčová pro děj filmu) a současně se odehrávají např. na exotických nebo nedostupných místech (kam by cesta celého štábu byla příliš drahá) a nebo pokud je technicky a organizačně možné a finančně výhodné, aby tyto záběry byly natočeny souběžně s natáčením hlavního výrobního štábu, pak to opravňuje jejich založení a natočení těchto záběrů. Rozhodnutí, která výrobní jednotka bude kdy točit co, se dělají dlouho před samotným natáčením, v přípravné fázi, a konečné slovo (po konzultaci s hlavním režisérem a pomocnými režiséry pro přidělené jednotky) v nich má producent, resp. producentské studio či společnost.[zdroj?]